# Кунигунда фон Еберщайн
Кунигунда фон Еберщайн (на немски: Kunigunde von Eberstein; * 1528, дворец Ной-Еберщайн, Гернсбах; † 13 юли или 13 август 1575) е графиня от Еберщайн и чрез женитба графиня на Цимерн-Мескирх.

## Произход и брак
Тя е дъщеря на граф Вилхелм IV фон Еберщайн (1497 – 1562) и съпругата му графиня Йохана фон Ханау-Лихтенберг (1507 – 1572), дъщеря на граф Филип III фон Ханау-Лихтенберг (1482 – 1538) и на маркграфиня Сибила фон Баден (1485 – 1518).
Кунигунда се омъжва на 28 април 1554 г. в дворец Ной-Еберщайн в Гернсбах за граф Фробен Кристоф фон Цимерн-Мескирх (* 19 февруари 1519; † 27 ноември 1566), авторът на „Хрониката на графовете фон Цимерн“. През 1557 г. той разширява дворец Мескирх в ренесансов стил.

## Фамилия
Кунигунда и Фробен Кристоф имат 11 деца:
- Анна (1544 – 1602), омъжена на 9 февруари 1562 г. за граф Йоахим фон Фюрстенберг-Хайлигенберг (1538 – 1598)
- Аполония (1547 – 1604), омъжена за граф Георг II фон Хелфенщайн, фрайхер фон Гунделфинген (1518 – 1573)
- Йохана (1548 – 1613), омъжена на 25 февруари 1566 г. за Якоб V фон Валдбург-Волфег-Зайл (1546 –1589)
- Вилхелм (1549 – 1594), последният граф на Цимерн, женен за Сабина фон Турн-Фалзасина († 1588)
- Катарина (1553 – 1553)
- Кунигунда (1552 – 1602), омъжена I. за Йохан Трушсес фон Валдбург цу Волфег-Цайл (1548 – 1577), II. за Бертхолд фон Кьонигсег († 1607)
- Елизабет (Елеонора) (1554 – 1606), омъжена I. за Лазарус фон Швенди фрайхер цу Хоенландсберг (1522 – 1583), II. за Йохан IV Шенк фон Лимпург-Шмиделфелд (1543 – 1608)
- Мария (1555 – 1598), омъжена I. за Георг фон Турн-Фалзасина фрайхер цум Кройц († 1591), II. за Каспар фон Лантиери, фрайхер цу Шьонхауз († 1628)
- Сибила (1558 – 1599), омъжена на 14 ноември 1574 г. в Мескирх за граф Айтел Фридрих I фон Хоенцолерн-Хехинген (1545 – 1605)
- Барбара (1559)
- Урсула (* 1564), омъжена за Бернхард фон Ортенбург фрайхер цу Фрайенщайн-Карлсбах († 1614)